# Haymon d'Auxerre
Haymon d'Auxerre, parfois également orthographié Haimon (en latin Haimo Autissiodorensis), est un moine bénédictin et lettré du IXe siècle.

## Biographie
Le nom d'Haymon d'Auxerre fait son apparition dans le contexte de la renaissance carolingienne. Le moine est majoritairement connu pour ses nombreux commentaires bibliques, mais surtout pour avoir été le second maître de l'école d'Auxerre, particulièrement prospère sous le règne de Charles le Chauve. En effet, au IXe siècle, Auxerre en Francie occidentale est le siège d'une école monastique installée autour de l'abbaye royale Saint-Germain (déclarée royale depuis Pépin le Bref), où s'illustre des érudits tels que Murethach, Haymon, Heiric et Remi.
Murethach, un moine irlandais lettré et écolâtre, fut l'un des fondateurs de cette école et le premier maître de celle-ci. Vers 840, après avoir été son élève, et peut-être même son collègue, Haymon reprend la succession de l'école d'Auxerre. Le deuxième maître de cette école enseigne aux autres moines les vérités éternelles de l'Écriture sainte. Durant le Moyen Âge, Haymon d'Auxerre est considéré comme étant un fervent défenseur de la tradition augustinienne. Haymon compte parmi ses élèves Heiric d'Auxerre, à qui il enseignera notamment les sciences scripturaires et la théologie. Par ailleurs, ce dernier recevra l’enseignement de Loup de Ferrières et de Jean Scot Érigène avant de devenir lui-même le troisième maître de l'école de l'abbaye Saint-Germain d'Auxerre. Haymon lui cède sa place en 865 et se rend à Saint-Baudèle de Cessy-les-Bois où il termine sa vie en tant qu'abbé. Finalement, ce serait entre 865 et 875 qu'il meurt dans ce monastère bénédictin situé entre Auxerre et Nevers.

## Œuvre
Lors de la renaissance carolingienne, Haymon et son élève Heiric, ainsi que plusieurs autres[Qui ?], sont les représentants du nouveau monachisme carolingien, et les spécialistes des commentaires bibliques. De plus, Haymon pratique la méthode de la quaestio dont l'essor est intimement lié à l'école exégétique d'Auxerre.
Étant avant tout un moine, toute l’œuvre d'Haymon renvoie à sa réalité sociale et spirituelle. Après Raban Maur, il est le carolingien ayant fait le plus de commentaires bibliques. 
Ses commentaires sont toutefois dénués de toutes dédicaces ou de références sur lui-même, comme le font au contraire fréquemment ses confrères. Par ailleurs, ses commentaires insistent en permanence sur la quête de la perfection. De plus, Haymon utilise d'une façon très raisonnée les autorités antérieures de la chaîne exégétique (s'inspirant de précédents auteurs religieux, tel Grégoire le Grand) ce qui en résulte des commentaires se démarquant de ce qu'il est coutumier de voir à l'époque carolingienne. 
À la suite, notamment, d'une méprise de Jean Trithème, les œuvres d'Haymon d'Auxerre ont été longtemps attribuées à son homonyme Haymon d'Halberstadt. En effet, Trithème, érudit et abbé de Sponheim, mort au début du XVIe siècle, voue à l'évêque Haymon d'Halberstadt une longue notice dans son Catalogue des hommes illustres de Germanie et son Catalogue des écrivains ecclésiastiques, ce qui a pendant longtemps répandu la confusion autour des deux Haymon. L'édition critique des Collectanea d'Heiric, faite par le frère Riccardo Quadri, permet de mieux identifier les ouvrages d'Haymon d'Auxerre. L'œuvre d'Heiric est en grande partie constituée d'un ensemble de scolia quaestionum (ou de questions scolaires), faisant directement référence à l'enseignement qu’Heiric a reçu d'Haymon : des commentaires bibliques, tels que sur les Épîtres pauliennes, le Cantiques des Cantiques, Isaïe, la Genèse, Ézéchiel, mais également les petits prophètes et d'autres commentaires exégétiques ont pu être ainsi attribués. Peut-être Haymon est-il aussi l'auteur de l'Historiæ sacræ epitome, sive De christianarum rerum memoria libri X, traditionnellement attribué à Haymon d'Halberstadt, qui est un abrégé de l'Histoire ecclésiastique d'Eusèbe de Césarée et de Rufin d'Aquilée. Un ouvrage intitulé De varietate librorum sive de amore cælestis patriæ libri tres, d'un certain « Emmo Monachus », est également peut-être de lui. 

### Les trois ordres fonctionnels
Haymon d'Auxerre est surtout connu pour avoir présenté la première conception connue de la théorie médiévale des trois ordres fonctionnels appelée à un succès manifeste durant le Moyen Âge et les temps modernes. En se basant sur le souvenir du schéma trifonctionnel de la Rome antique qu'offre Isidore de Séville, Haymon cherche à l'appliquer à l'entièreté de la société chrétienne ainsi qu'à l'étendre à la foi chrétienne afin de glorifier la suprématie spirituelle de l'Église sur les fondements de ce monde.
À l'origine Romulus organise et divise en trois parts la société romaine : les senatores, les milites (combattants) et la plèbe. Tout d'abord, chez Haymon les senatores deviennent les sacerdotes, ceux à qui l'honneur est dû, qui ont fonction de diriger et à qui on offre services et dons. Les milites restent les guerriers ; cependant, Haymon ajoute deux caractéristiques essentielles allant de pair pour définir plus précisément cet ordre. Pour ne pas tomber dans le côté bestial du pêché originel, le moine affirme que les milites doivent tenir leur origine d'une institution légale, et qu'ils doivent remplir le devoir que Dieu leur a conféré, soit d'être les ministres de la justice, les juges et les défenseurs. La plebes d'Isodore devient la population paysanne, serfs et vilains confondus. Ce faisant, Haymon doit manier avec attention le principe de tripartition, car il sait que les Romains n'ont reçu ni règle ni loi par leurs dieux, ce qui diffère des chrétiens. Mais bien qu'il accorde une origine païenne à la tripartition, il la trouve plutôt acceptable pour la société dans laquelle il évolue. 
Pour modifier le schéma de Romulus et passer aux trois ordres chrétiens, Haymon accorde une prédominance au sacerdoce, autrement dit aux évêques et à toute personne ayant pour objectif de prêcher la parole de Dieu. Aussi, il généralise le schéma des trois ordres fonctionnels au-delà de toutes diversités culturelles dans le but de l'étendre de façon universelle à tous les sociétés et à tout peuple destiné à être admis dans la maison de Dieu, l'Église.   
Avec ce schéma de base, Haymon offre une double conception de l'ordre social. La première tripartition, puisée dans les Moralia de Grégoire, se sépare en trois ordres d'Église : l'ordre des prédicateurs dans l'état ecclésiastique, l'ordre des vierges dans l'état monastique et l'ordre des conjoints dans l'état du mariage. Chez Haymon, ces trois états canoniques représentent trois degrés de perfection qui s'approchent de ce que devrait être la vie idéale et parfaite de l'Église. Il expose dans son Commentaire sur Isaïe ces trois ordres d'excellence :

« Bien que l'Église soit ornée de divers ordres de pierres précieuses, qui sont les fidèles, cependant elle contient en soi trois ordres plus excellents (excellentiores), à savoir ceux des prédicateurs, des vierges et des conjoints. Ces ordres sont désignés par Ézéchiel sous les noms de trois hommes justes : Noé, Daniel et Job. Noé qui dirigea l'arche dans les eaux du déluge, est le type des saints prédicateurs qui, dans les flots et les tempêtes de ce monde, dirigent et gouvernent la sainte Église en la protégeant pour qu'entre Charybde et Scylla c'est-à-dire entre hérétiques et païens, elle puisse arriver sans dommage au port et au rivage de la stabilité éternelle. Daniel, qui conserva la virginité de son corps aussi bien que son âme lorsqu'il se trouvait à la cour du roi de Babylone, signifie les saints qui, dans l'Église, gardent sincèrement de toutes leurs forces la virginité de l'esprit et du corps. Quant à Job, homme juste et de droit, ayant une épouse et des fils, il symbolise l'ordre des conjoints qui, liés par les liens du mariages, rendent leur devoir à leur épouse sans déplaire au Créateur (in Is., 998 A-D; cf. in Cant., 337 A-B). »

Après l'introduction des trois ordres de perfection, Haymon avance une deuxième classification, celle comprenant l'ordre des prêtres, des guerriers et des paysans. Ainsi, cette tripartition classe le statut social selon le principe de l’obsequium debitum, c'est-à-dire en fonction du service redevable à la communauté ou société. Ces trois ordres de services sont une novation qui est loin d'être similaire aux trois ordres de perfection et qui ne fait pas l'unanimité. Cette deuxième tripartition provoque des discussions et a du mal à se faire accepter, non seulement chez Heiric d'Auxerre, le disciple d'Haymon, mais aussi dans le reste du milieu monastique.
Il existe plusieurs variantes de ces classifications. La première a traversé les âges ; elle est désormais présente dans le Droit canon par la division des trois états canoniques suivant : l'état sacerdotal, l'état religieux et l'état de mariage. La seconde a évolué pour devenir la classification par ordre de la société d'Ancien Régime : le clergé, la noblesse et le tiers état.

## Ouvrages

### Attribués à Haymon
- Commentaire sur le Cantique des Cantiques
- Commentaire sur Isaïe
- Commentaire sur Daniel[5]
- Commentaire sur les Épîtres de Paul
- Commentaire sur l'Apocalypse
- Homéliaires (seule oeuvre exégétique organisée selon l'ordre liturgique)

### Probablement attribuables à Haymon
- Commentaire sur la Genèse
- Commentaire sur Ezéchiel
- Commentaire sur les Douze petits Prophètes
- Commentaire sur l'évangile de Jean (cf. Gorman, RevBén 2007)

### Autres ouvrages potentiellement attribuables à Haymon
- Epitome historiae sacrae
- Commentaire sur les Juges, Les Livres des Rois, Esdras et Néhémie, Esther, Job et L'Ecclésiaste
- Commentaire sur Jérémie
- Commentaire sur Matthieu[15].

## Éditions
- Éd. Abbé Migne, Patrologie Latine, 116, 117, 131, à consulter sur Documenta Catholica Omnia
- Éd. R. Gryson, Haymo Autissiodorensis. Annotatio libri Isaiae prophetae (= Corpus Christianorum. Continuatio Mediaevalis, 135C), Turnhout: Brepols Publishers, 2014  (ISBN 978-2-503-55219-4).
- Éd. R. Gryson, Haymo Autissiodorensis. Annotatio libri Iezechielis imperfecta (= Corpus Christianorum. Continuatio Mediaevalis, 135E), Turnhout: Brepols Publishers, 2015  (ISBN 978-2-503-55702-1).

## Annexe